# Cis Donnersmarcka
Cis Donnersmarcka – pomnikowy okaz cisa pospolitego, najgrubsze drzewo tego gatunku na terenie polskich Lasów Państwowych.

## Lokalizacja
Drzewo rośnie w lesie na terenie Nadleśnictwa Świerklaniec, w granicach administracyjnych miasta Kalety (w powiecie tarnogórskim województwa śląskiego) – ok. 3,5 km od siedziby leśnictwa Jędrysek.

## Wiek i rozmiary
Szacunkowy wiek drzewa to 500–600 lat. Drzewo ma 222 cm obwodu oraz 16 m wysokości (dane z 2013 roku). Posiada pojedynczy, regularnie walcowaty pień z wysoko położoną, stożkowatą koroną. Dlatego też uważa się, że wyrósł w zwartym drzewostanie i stanowi pozostałość Puszczy Śląskiej.

## Historia
Drzewo zostało po raz pierwszy wymienione w monografii „Waldbuch von Schlesien” („Księga Lasów Śląskich”) z 1906, autorstwa niemieckiego botanika, Theodora Schube. Wspomniano tam, że ów cis ma 1,43 m obwodu oraz 16 m wysokości, zaznaczono też charakterystyczną, stożkowatą koronę. Podano również, że opodal rosło jeszcze kilka cisów, ale zniszczyła je zamieć śnieżna, która trwała od 18 do 20 kwietnia 1903 roku.
Cis Donnersmarcka został również wymieniony w „Ilustrowanym przewodniku po województwie śląskim” z 1924 roku autorstwa polskiego krajoznawcy, Mieczysława Orłowicza. 
Pomnikowy cis uwzględniono także w „Turystyczno-krajoznawczym przewodniku po województwie śląskim” z 1937 roku Stanisława Berezowskiego. Opisano tam drzewo jako osobliwość krajoznawczą oraz oszacowano wiek na 550 lat.
Andrzej Czudek, polski przyrodnik i działacz ochrony przyrody, wspomniał cisa w swych dwóch publikacjach: najpierw w 1929 roku w opracowaniu „Osobliwości i zabytki przyrody województwa śląskiego” krótko opisał drzewo, dodając, że to jeden ze znanych egzemplarzy cisa na Śląsku, w późniejszej zaś publikacji „Ochrona przyrody w województwie śląskim” z 1938 roku szerzej opisał Cisa Donnersmarcka. Drzewo miało mieć regularną, bujną koronę kształtu stożkowatego oraz mierzyć 1,65 m obwodu i 16 m wysokości.
Kolejny opis cisa zamieścił Matthias Brinkmann z Bytomia w artykule „Das Naturbild der Tarnowitzer Landschaft” („Obraz przyrody w krajobrazie tarnogórskim”) z 1940 roku (rocznik 22/1940, s. 100) zamieszczonym w czasopiśmie „Schlesische Stimme” („Głos Śląski”). Napisał tam, że pośród jesionów, jaworów i dębów stoi największy cis – ok. 500-letnie drzewo mające obwód 1,77 m oraz 16 m wysokości.
Słynny cis znalazł się także w ludowej piosence z tych okolic Górnego Śląska, o której wspomina książka o historii, kulturze i tradycjach Białego Śląska – „Kraina gwarków i lasów” z 1969 roku autorstwa Bolesława Lubosza:

(…) Od razu jednak dodajmy, że w przyrodzie pozostało wiele świadków dawnej, puszczańskiej świetności. Znajdziemy np. kilka ciekawych rezerwatów. Tu i ówdzie niczym zielone wyspy pojawiają się wiekowe dęby, cisy, jawory, buki i kasztany. Kiedyś cisy były bardzo popularne na tym terenie. Zaświadczyć może nawet stara piosenka balladowa z okolic Rozburku zanotowana przez Rogera:
Wędrowała Kasia,
Wędrował i Jasiek,
Wędrowali oba
W ten cisawy lasek.
Przygoda leśna skończyła się dla Kasi bardzo tragicznie, bo „szelma” Jasiek wrzucił ją do „głębiny”. Ot, tragedia kochanków. Kasieńki już nie ma od wieków, a cisy tu i ówdzie przetrwały. Najstarszy, 16 metrów wysoki, rośnie na zachód od Miasteczka; nie mniej okazałe można było oglądać w okolicy Rept i Starych Tarnowic. (...)

## Ochrona drzewa
Właściciele lasów świerklanieckich, magnacki ród Donnersmarcków, zadbał o cisa już ponad 100 lat temu. Książę Donnersmarck nakazał leśnikom drzewo uchronić przed wywróceniem. Założono łukowato wygiętą szynę w odległości ok. 1,5 m od pnia, którą wbito w podłoże. Miała ona zabezpieczać bryłę korzeniową drzewa. 
Dodatkowo umocowano linę łączącą drzewo z glebą (tzw. wiązanie linowe), co także chroniło cisa przed wywrotką.
Obecnie pozostały jeszcze ślady po tych dawnych umocowaniach. Szyna jest widoczna opodal okazu, została zdemontowana przez miejscowego leśniczego, Marka Góreckiego, ok. 2004 roku.
Formalną ochroną przyrodniczą objęto drzewo po raz pierwszy w 1930 roku. Odbyło się to z inicjatywy Delegatury Państwowej Rady Ochrony Przyrody w Katowicach, zgodnie z wcześniejszym (z 6 marca 1928 roku) rozporządzeniem Prezydenta Rzeczypospolitej Polskiej o opiece nad zabytkami. Później tę informację powielono w „Sprawozdaniu z działalności Śląskiego Wojewódzkiego Komitetu Ochrony Przyrody w Katowicach”, opublikowanym na łamach periodyku „Ochrona Przyrody” (rocznik 10/1930).
Informację o ochronie przyrody Cisa Donnersmarcka podano również w monografii „Cis pospolity” z 1975 roku (pod red. T. Przybylskiego), z serii Nasze drzewa leśne, wydanej przez Instytut Dendrologii PAN.
W roku 1989, zgodnie z zarządzeniem wojewody częstochowskiego nr 42/89 z 12 grudnia, cis został objęty ochroną prawną. Ustanowiono pomnik przyrody, napisano także że jest to drzewo mające obwód 198 cm, wysokość 20 m i ok. 200 lat. Wtedy też zamontowano tabliczkę informującą o ochronie pomnikowej drzewa.
Późniejszy wykaz pomników przyrody z terenu województwa częstochowskiego, stanowiący załącznik do rozporządzenia wojewody częstochowskiego, nr 23/94 z 30 grudnia 1994 roku nie uwzględniał „Cisa Donnersmarcka”. Nieścisłość ta została powielona w kolejnym dokumencie z dnia 6 lutego 1996 roku. Stąd też niejasny pozostaje status prawny drzewa, choć żaden dokument nie podaje, iż ochrona pomnikowa okazu została zdjęta.
Ze względu na wyjątkowe wartości przyrodnicze zachowanego stanowiska cisa, Nadleśnictwo Świerklaniec w 2002 roku podjęło się założenia ostoi cisowej w pobliżu pomnikowego drzewa. Miałaby to być ok. 28-arowa powierzchnia ze 140 sadzonkami cisa pospolitego. 
W „Konkursie na najgrubsze drzewo Lasów Państwowych” z 2001 roku opisywany osobnik z Kalet wygrał w swej kategorii. Podczas ponownej inwentaryzacji drzew z tego konkursu (przeprowadzonej w latach 2006-2007) cis miał obwód 214 cm i 16 m wysokości.

## Stan zdrowotny
Zabiegi konserwatorskie, przeprowadzone ponad 100 lat temu, skutecznie uchroniły okaz przed wywróceniem. Niestety, mimo iż cis stoi prosto i nie potrzebuje już podpory, to część jego korony (od południowej strony) obumarła wraz z wierzchołkiem drzewa. Widoczne są również ślady rozkładu drewna po południowej stronie pnia. Stan drzewa ocenia się jako zadowalający, gdyż okaz ma rozwinięte boczne gałęzie, poza tym jest osobnikiem bardzo odpornego na niekorzystne zmiany środowiska gatunku.